# هریستون (ویرجینیا)
هریستون (به انگلیسی: Harriston) یک منطقهٔ مسکونی در ایالات متحده آمریکا است که در شهرستان آگاستا، ویرجینیا واقع شده‌است. هریستون ۹۰۹ نفر جمعیت دارد.